# Та-Бичет
Та-Бичет — богиня скорпионов и крови в древнеегипетской мифологии. Богиня считалась покровительницей крови, вытекающей после того, как была разорвана девственная плева. Древние египтяне считали её панацеей от всех видов ядов. Богиню изображали в виде скорпиона или женщины с головой скорпиона. Об этой богине упоминается в Откровении Ильи, написанном в эпоху коптов. Та-Бичет была супругой бога Гора.